# Reformatio in peius
Reformatio in peius és una locució llatina utilitzada en dret, que es pot traduir com a «reformar a pitjor» o «reformar en perjudici». L'expressió s'usa quan, després d'un recurs d'apel·lació o de cassació, el tribunal encarregat de dictar una nova sentència resol la causa empitjorant els termes en què va ser dictada la primera sentència per al recurrent. En moltes ocasions existeix la prohibició de la reformatio in peius com una garantia processal per l'apel·lant, particularment en matèria penal. No obstant això, és molt habitual (llevat que la sentència principal resolgui l'assumpte totalment a favor d'una de les parts) que siguin les dues parts les que poden recórrer al tribunal; en aquest cas el tribunal pot millorar o empitjorar la resolució, subjectant-se a les peticions de les parts.
La Constitució espanyola de 1978, en l'article 24, recull el dret «a ser informat de l'acusació formulada» i, per extensió, la prohibició de la reformatio in peius. En el dret colombià la Constitució Nacional va establir com a principi constitucional la prohibició de la reformatio in peius en l'article 31, que estableix que «tota sentència judicial pot ser apel·lada o consultada, llevat de les excepcions que consagri la llei». El tribunal o jutge superior «no pot agreujar la pena imposada quan el condemnat sigui apel·lant únic».